# 澤萊內哈伊 (利維夫區)
49°41′49″N 23°26′23″E / 49.69694°N 23.43972°E
澤莱内哈伊（烏克蘭語：Зелений Гай），是烏克蘭西部利沃夫州利沃夫区霍罗多克市镇的村落。始建於1628年，面積6.51平方公里，海拔高度291米，2001年人口343，人口密度每平方公里52.68人。